# New London (Minnesota)
New London è una città degli Stati Uniti d'America, situata in Minnesota, nella contea di Kandiyohi.